# Гречихин, Павел Кириллович
Павел Кириллович Гречихин (6 июля 1928, Покровка, Центрально-Чернозёмская область, РСФСР, СССР— 1997, Белгород, Белгородская область, Россия) — инспектор дорожно-патрульной службы отдельной роты ДПС УВД Белгородского облисполкома (к окончанию службы), старшина милиции. Известен тем, что ему был поставлен памятник в Белгороде как «самому честному гаишнику».

## Биография
Родился 6 июля 1928 в селе Покровка (ныне — Ивнянского района, Белгородская область) в семье потомственных крестьян. После освобождения села в ходе Курской битвы 15-летним ушёл на войну, был сыном полка 1008-го противотанкового дивизиона. В ноябре 1943 вернулся на родину и стал работать в колхозе имени Ворошилова Дмитриевского сельского совета, Томаровского района. В 1945 году окончил курсы трактористов и приступил к работе на МТС имени 17 партсъезда Томаровского района.
В 1948 году был призван в армию, был командиром танка. После сверхсрочной службы в январе 1957 года поступил на службу в милицию.
С 1957 года по 1960 год являлся милиционером отделения милиции РУД города Белгорода. В мае 1960 года назначен регулировщиком дорожной милиции, с июля 1969 года находился в должности инспектора дорожного надзора милиции УВД Белгородской области. С октября 1971 года по январь 1986 года служил инспектором дорожного надзора отдельного дивизиона дорожного надзора милиции при ГАИ УВД Белгородского облисполкома. В январе 1986 года был назначен на должность инспектора дорожно-патрульной службы отдельной роты ДПС УВД Белгородского облисполкома. Приказом УВД Белгородской области № 263 от 1 июля 1988 года Гречихин Павел Кириллович уволен в запас (по возрасту) в звании старшины милиции.
Павел Кириллович Гречихин прославился в городе как неподкупный и беспристрастный милиционер, служивший инспектором ГАИ в течение более чем 35 лет и руководствовавшийся при этом исключительно законом. Некоторые факты его биографии, если они не являются городской легендой, действительно свидетельствуют об этих его качествах:
- Привлёк к административной ответственности сам себя за проезд перекрёстка на красный свет и сделал прокол в талоне к правам. В подтверждение приводится пробитый талон: «Водитель Гречихин П. К. Удостоверение водителя 213892 серия УД». А ниже: «Должность и фамилия лица выдавшего талон. Старший госавтоинспектор Гречихин П. К.»[1]. Талон хранится в музее управления внутренних дел Белгородской области[2].
- Выписал штраф за неправильную парковку собственному сыну, водителю первого секретаря обкома КПСС Белгородской области Трунова Михаила Петровича.
- Привлёк к ответственности собственную жену за переход улицы в неположенном месте[3][2].

Обычно П. К. Гречихин дежурил на перекрёстке улиц Попова и Фрунзе в Белгороде, передвигался на служебном мотоцикле «Урал».
За задержание в 1976 году особо опасного преступника, вооружённого пистолетом, и ранение, полученное при этом, Указом Президиума Верховного Совета СССР от 14 ноября 1977 года награждён орденом Красной Звезды.

## Памятники
- 10 сентября 2004 года в Белгороде на развязке проспекта Ватутина и улицы Губкина был установлен памятник работы местного скульптора А. А. Шишкова. Памятник представляет собой фигуру инспектора с поднятым жезлом, стоящую рядом с мотоциклом. В 2016 году памятник был перенесён на кольцевую развязку улицы Белгородского полка с Корочанской и Волчанской улицами[4].
- 10 сентября 2011 года в Яковлевском районе на 749 километре трассы Москва — Симферополь был установлен на постаменте отреставрированный мотоцикл П. К. Гречихина «в честь 75-летия Госавтоинспекции, к 85-летию памяти начальника местной дорожной милиции Василия Анисимова, в память о легендарном неподкупном гаишнике Павле Гречихине»[5].